# Secqueville-en-Bessin
Secqueville-en-Bessin és un municipi francès situat al departament de Calvados i a la regió de Normandia. L'any 2007 tenia 355 habitants.

## Demografia

### Població
El 2007 la població de fet de Secqueville-en-Bessin era de 355 persones. Hi havia 128 famílies de les quals 24 eren unipersonals (8 homes vivint sols i 16 dones vivint soles), 48 parelles sense fills, 52 parelles amb fills i 4 famílies monoparentals amb fills.
La població ha evolucionat segons el següent gràfic:
Habitants censats

### Habitatges
El 2007 hi havia 142 habitatges, 129 eren l'habitatge principal de la família, 8 eren segones residències i 5 estaven desocupats. 138 eren cases i 4 eren apartaments. Dels 129 habitatges principals, 114 estaven ocupats pels seus propietaris, 11 estaven llogats i ocupats pels llogaters i 4 estaven cedits a títol gratuït; 1 tenia una cambra, 5 en tenien dues, 10 en tenien tres, 18 en tenien quatre i 95 en tenien cinc o més. 114 habitatges disposaven pel capbaix d'una plaça de pàrquing. A 40 habitatges hi havia un automòbil i a 81 n'hi havia dos o més.

### Piràmide de població
La piràmide de població per edats i sexe el 2009 era:
| Homes | Edats   | Dones |
| ----- | ------- | ----- |
| 0     | 95 o +  | 0     |
| 0     | 90 a 94 | 4     |
| 0     | 85 a 89 | 0     |
| 0     | 80 a 84 | 4     |
| 0     | 75 a 79 | 4     |
| 8     | 70 a 74 | 0     |
| 4     | 65 a 69 | 16    |
| 4     | 60 a 64 | 0     |
| 4     | 55 a 59 | 12    |
| 16    | 50 a 54 | 12    |
| 16    | 45 a 49 | 12    |
| 8     | 40 a 44 | 12    |
| 16    | 35 a 39 | 12    |
| 12    | 30 a 34 | 16    |
| 16    | 25 a 29 | 12    |
| 4     | 20 a 24 | 16    |
| 12    | 15 a 19 | 16    |
| 8     | 10 a 14 | 20    |
| 12    | 5 a 9   | 12    |
| 8     | 0 a 4   | 8     |

## Economia
El 2007 la població en edat de treballar era de 242 persones, 169 eren actives i 73 eren inactives. De les 169 persones actives 156 estaven ocupades (83 homes i 73 dones) i 13 estaven aturades (5 homes i 8 dones). De les 73 persones inactives 26 estaven jubilades, 33 estaven estudiant i 14 estaven classificades com a «altres inactius».

### Ingressos
El 2009 a Secqueville-en-Bessin hi havia 133 unitats fiscals que integraven 364 persones, la mediana anual d'ingressos fiscals per persona era de 21.007 €.

### Activitats econòmiques
Dels 19 establiments que hi havia el 2007, 1 era d'una empresa alimentària, 1 d'una empresa de fabricació d'altres productes industrials, 9 d'empreses de construcció, 1 d'una empresa de comerç i reparació d'automòbils, 1 d'una empresa de transport, 1 d'una empresa d'informació i comunicació, 3 d'empreses de serveis i 2 d'entitats de l'administració pública.
Dels 8 establiments de servei als particulars que hi havia el 2009, 1 era un paleta, 2 guixaires pintors, 1 fusteria, 3 lampisteries i 1 electricista.
L'any 2000 a Secqueville-en-Bessin hi havia 5 explotacions agrícoles.

## Poblacions més properes
El següent diagrama mostra les poblacions més properes.